# 费加罗的婚礼
《费加罗的婚礼》（義大利語：Le nozze di Figaro, 發音：[le ˈnɔttse di ˈfiːɡaro] ⓘ），作品號K. 492，是奧地利作曲家沃夫岡·阿瑪迪斯·莫札特創作的一部四幕喜歌剧，完成于1786年，意大利语脚本由洛伦佐·达·彭特根据法国戏剧家博马舍的同名喜剧改编而成。

## 作品背景

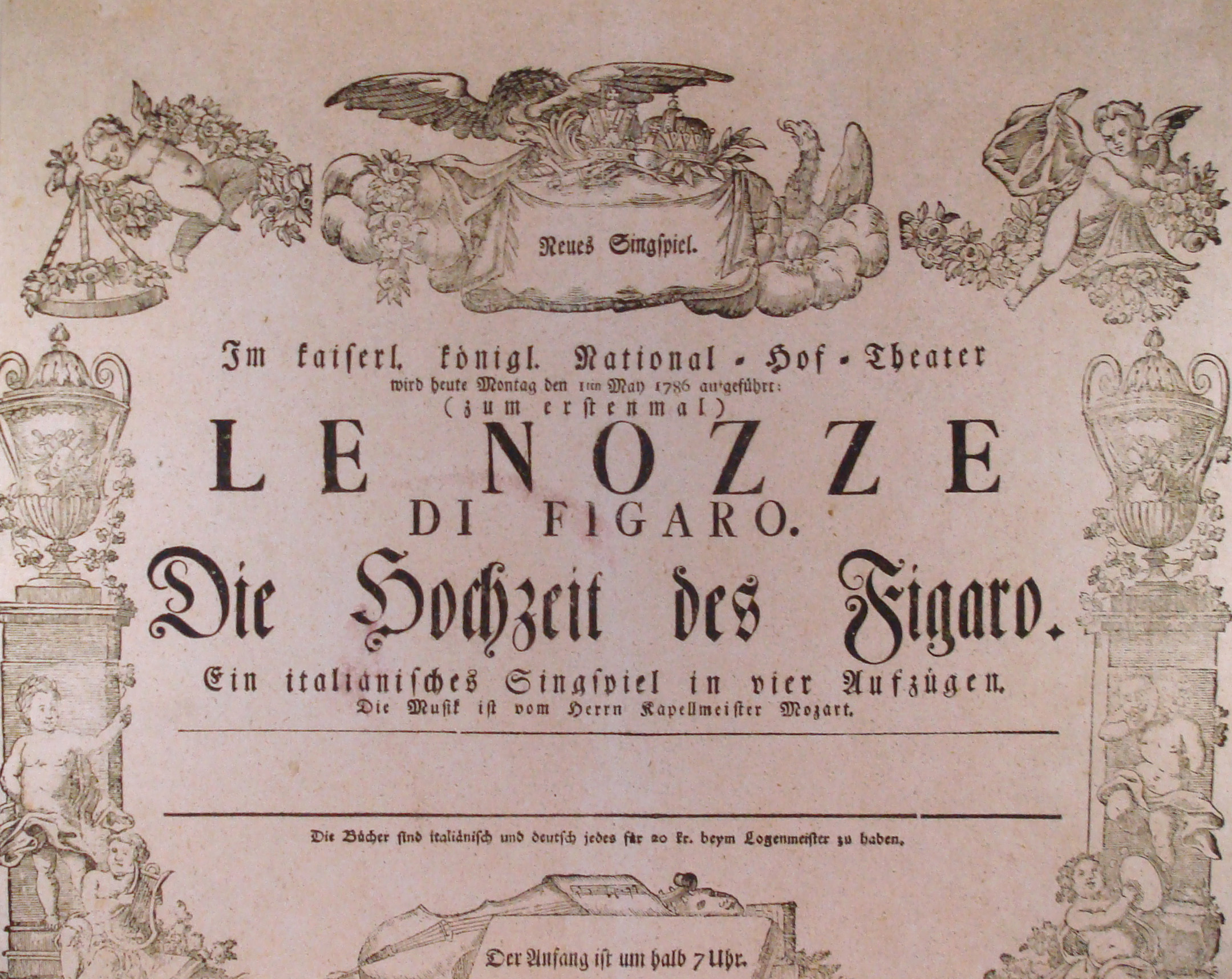
歌剧费加罗的婚礼的海报

博马舍的《费加罗的婚礼》是他在1770年代创作「费加罗三部曲」中的第二部，于1784年4月27日在巴黎法兰西剧院首演，其时法国正处于大革命的前夕，这部喜剧对揭露和讽刺封建贵族起了很大的作用。虽然这部喜剧在整个欧洲都获得好评，但神聖羅馬帝國皇帝约瑟夫二世却禁止在维也纳上演这一剧目。莫扎特所请的脚本作家达·彭特是当时的宫廷诗人，由于他多次出面争取，最终皇帝于第二年为了缓和国内的一些冲击而口头批准改编版歌剧上演。莫扎特用了两年时间谱曲，他在创作这部歌剧时保留了原作的基本思想，那愚蠢而又放荡的贵族老爷與获得胜利的聪明仆人之间的鲜明对照即为整个剧情发展和聲樂家描写的基础。
《费加罗的婚礼》的序曲部分短小精致，可算是名曲之一。莫扎特采用了交响乐的手法，歌剧中的音乐主题虽然没有出现，但是总的风格保持一致，都是以奏鸣曲式写就的。由管弦乐带出的两个主题一快一缓，很好的交代了全剧幽默、机智、快活的基调。也因其完整，充满活力而且效果显著，颇能调动气氛，这段序曲常常脱离歌剧而单独演奏。
费加罗一角是全剧的亮点，莫扎特以传统的喜歌剧手法为其谱曲，在急口令式的歌唱同时又赋予了人物坚定机智的性格，他在第一幕第八场中送凯鲁比诺去從軍时所唱的咏叹调“再也不能”（Non più andrai）最有名，因其曲调轻松活泼，耳熟能记，所以广为传唱。羅西娜（伯爵夫人）这个角色不同于其在《塞維利亞的理髮師》中是女中音，此处她属于抒情女高音，优雅而矜持，因为这个人物的矛盾复杂的心理，所以较难把握，如在第二幕中的摇唱曲。与她相对的是苏珊娜，其相当于歌剧中丫鬟的角色，因此莫扎特给出的唱段比较活泼质朴，其中还用了大量的宣叙调。此剧用次女高音演唱男童仆凯鲁比诺，他的咏叹调比较天真可爱。莫扎特用轻快跳跃的旋律、简洁明快的乐句生动地描绘了一个情窦初开的少年那不安定的心态。在《费》中有着多处重唱，对于剧情的展开及人物性格的刻画都启着重要的作用。在第三幕的第十场，羅西娜与苏珊娜写信时的两重唱不仅曲调，歌词也极为优美。做着同一件事的两个人所怀着的不同的感情在重唱中的到了充分的体现。另外，在第二幕中有一段很长的重唱，一重一重的把剧情推向戏剧冲突的高潮。从伯爵怀疑夫人的房间里藏有男人而开始的两重唱，到门打开后苏珊娜出现的三重唱，接着园丁加入成为四重唱，最后以七重唱结束。
1786年5月1日，《费加罗的婚礼》于维也纳奥地利国家剧院首演，由莫扎特本人亲自担任指挥。由于此剧题材敏感，上演期间国内的贵族大为愤慨，皇帝个人虽然很欣赏这部作品，但迫于压力，曾多次要求莫扎特删改内容。德语版本于1790年在柏林上演。

## 剧情大纲
十七世纪中叶，西班牙塞维利亚近郊。前事見塞維利亞的理髮師。

### 第一幕
今天晚上，费加罗（男中低音或男低音）将和苏姗娜（女高音）结婚，婚礼就在他们的主人阿瑪維瓦伯爵（Conte d'Almaviva，男中音）家里举行。这个时候，两个人正在他们的新房里忙碌，苏姗娜坐在镜子前面梳妆打扮，而一旁的费加罗则苦思冥想如何安排伯爵送的大床。
费加罗打量着房间的每一个角落，比划着适合放置新床的位置。苏姗娜转头叫他看看自己装扮得是否得体。见费加罗不置一词，苏姗娜便对他说老爷把这间离他卧室不远的屋子给他俩很值得怀疑，他们要当心。说完，苏姗娜被夫人叫出去。费加罗想着伯爵若真的不怀好意，他也有办法对付。
外面，巴托羅医生（Bartolo，男低音）和他的女管家玛賽利娜（Marcellina，女高音）来了，她拿出一张字据，上面写着：我借了您的钱，如无力偿还，便和您结婚，费加罗。这老女人很喜欢费加罗，听说他今晚要结婚，所以着急的想请医生帮忙，以此为理由来阻止。巴托羅曾是罗西娜的监护人，以前由于费加罗的干预使他无奈之下讓罗西娜嫁给伯爵，所以一直怀恨在心，眼看着报仇的机会来了，感到非常痛快，答应玛賽利娜的请求后便立刻离开去办理。
苏姗娜进房间的时候看到自己的情敌瑪賽利娜，心中有气，但两人都十分克制。表面上看起来温文尔雅，可不久便互相指责，争吵到最后，玛賽利娜认了输，苏姗娜笑着看她离开。
此时，童仆凯鲁比诺（Cherubino，次女高音）愁眉苦脸的来找苏姗娜，他说老爷看到他和园丁的女儿巴巴丽娜（Barbarina，女高音）昨天晚上幽会很愤怒，并要把他赶走。现在他正为这事担心，希望能找女主人帮他求情。凯鲁比诺处于情窦初开的年龄，一看见女人就不知所措，苏姗娜安慰他。
正说着，伯爵来了，凯鲁比诺吓的藏在一条被单下。不知情伯爵以为只有苏姗娜一个人在屋里，便放肆的向她求爱。突然门外传来了音乐教师巴西利奥（Don Basilio，男高音）的声音，伯爵急忙也躲起来。
巴西利奥喜欢在人背后议论，他兴奋得说着伯爵夫人罗西娜（女高音）与凯鲁比诺之间有点是非。藏在椅子后面的伯爵听得气愤，跳出来大骂凯鲁比诺，没想到他一边说一边随手提起被单，当他看到凯鲁比诺的时候简直要发疯了。
就在这时，费加罗与一大群农民涌进房间。人们捧着鲜花大声赞扬伯爵废除家奴结婚时主人享有的「初夜权」。当着众人，伯爵尴尬地表示这是他应该的。于是可怜的凯鲁比诺成了出气桶，伯爵罚他去当兵。看到凯鲁比诺丧气的样子，费加罗则鼓励他，要他放下爱情，勇敢的到战场上去开创远大前程。

### 第二幕
这一边，伯爵夫人罗西娜独自待在房中。今天晚上这里将有一场婚礼，但是她却感到无比的空寂。她也有过美好的日子，可是现在爱情已不知去向。
苏姗娜领着费加罗来到伯爵夫人的房间。他们决定联合起来对付伯爵，首先要伪造一封密告夫人与人幽会的信，然后由苏姗娜出面约伯爵晚上在花园里幽会，但其实是凯鲁比诺假扮的苏姗娜，用这个办法使伯爵感到羞愧。
身穿军装的凯鲁比诺来向夫人和苏姗娜告别。他们告诉他费加罗的计划，请他帮助。伯爵夫人仔细地查看那张从军令，她发现伯爵由于匆忙忘了盖印章，因此还可以挽回。
门外传来伯爵的声音，穿着女装的凯鲁比诺赶紧藏到隔壁的休息室裡，苏姗娜也藏在窗簾后面。罗西娜打开门，伯爵气急败坏的进来。看到妻子脸色有异他便疑心房间里是否藏著男人，夫人一口否认，伯爵拿着一封告密信，他说自己都知道了。伯爵追问休息室的门为何锁上，夫人说是苏姗娜，但是钥匙掉了。伯爵不相信她，便拉了她一起去拿工具开门。趁他们还没有回来，苏姗娜与凯鲁比诺交换位子，让他从窗口跳出去，自己則躲進小房內。
伯爵与夫人回来，他立刻奋力橇门。不知情的伯爵夫人十分害怕，招供說凱魯比諾躲在裡面，伯爵更是憤怒。但门橇开来，看見出門者是苏姗娜，两个人都大吃一惊。如此，伯爵只得向妻子道歉。可是园丁这时却跑来报告说刚才有一人从阳台上跳下去，把花盆打碎了。罗西娜正感为难，幸好费加罗及时赶到，承认刚才是他与苏姗娜在休息室中相会，为怕伯爵责备便跳下窗台。
事情解释清楚，婚礼将要开始，而医生带着瑪赛利娜来宣布：费加罗必须按照约定同瑪赛利娜结婚。瞬间，个人的心情转变。伯爵心中暗喜，苏姗娜却急得不知如何是好，费加罗则感到无奈，而玛賽利娜笑容满面。最开心的要数医生了，看到费加罗也有今天，他几乎要欢呼了。

### 第三幕
众人离去后，伯爵独自留在客厅，对于之前所发生的事情仍感困惑。不久，他们带了一位法官回来，审判开始。玛赛利娜表示她不要费加罗还钱，只要娶她为妻。问题看似简单却又复杂，结果意外查出了费加罗的身世，他是玛赛利娜与医生巴托羅的私生子。这样一来，事情出现转机，因為母子不能成婚，原本紧张的气氛由認親重逢的喜悦代替，只有伯爵不太满意。

### 第四幕
趁着混乱，苏姗娜把信塞进伯爵手里，而伯爵不小心遗失了別在信上的別針。黄昏时分只见巴巴丽娜提着灯在地上寻找別針，费加罗正巧经过便询问她，巴巴丽娜据实回答，说是老爷要她給苏姗娜一封信，而上面的別針不見了。听完，费加罗的心中起疑，难道所有的女人都是不忠实的，他向自己的母亲抱怨。而玛賽利娜却不相信蘇珊娜不忠。
费加罗前去找医生及音乐教师，他要他们藏在花园中等待他的暗号，如果苏姗娜真的背叛他，他将会报仇。费加罗心中痛苦万分，他几乎要诅咒这个世界上所有的女人，認為她们都是計誘男人的女巫。
夜色渐深，苏姗娜和罗西娜对换了服装，在一片昏黄朦胧中无人能辨。这个时候苏姗娜已经发现了躲在一边的费加罗，但她并不点穿，心想捉弄一下他也不妨。
晚风清凉，花园中静悄悄的，看上去似乎只有扮作苏姗娜的罗西娜一人，她有一点矛盾也有一点紧张，她所等的人是自己的丈夫，那个人期盼的却不是她。伯爵兴高采烈的来到花园，现在苏姗娜终于要属于他了。
花园的暗处，费加罗也看明白了。可是他对此感到生气，便将错就错，对身边假装伯爵夫人的苏姗娜表示爱慕的心意。这下，苏姗娜气得撕破了伪装，不過在費加洛說明後，兩人又歸於和好。此時伯爵路過，將蘇珊娜誤認為與費加洛暗通款曲的夫人，氣的召集眾人、當眾痛斥他們，但真正的夫人也跟著登場，使伯爵發現自己犯下大錯。伯爵羞愧万分，向夫人下跪道歉，並得到夫人寬恕。全劇遂在眾人的大合唱中結束。

### 文獻
- 你不可不知道的100首協奏曲及其創作故事 （页面存档备份，存于）
- 經典100莫札特 （页面存档备份，存于）
- 莫札特歌劇《費加洛婚禮》蘇珊娜之角色詮釋 （页面存档备份，存于）
- 莫札特《費加洛婚禮》伯爵夫人 詠嘆調音樂分析與演唱詮釋[永久]

## 外部連結
- 《费加罗的婚礼》：谱子和报道（德语），《莫扎特全集》
- 《费加罗的婚礼》：国际乐谱典藏计划上的乐谱
- 《费加罗的婚礼》，序曲，管樂團改編版本（播放ⓘ）
- （陳樂融自選輯）2008年國立台北藝術大學戲劇學院秋季公演全本歌詞: 全本歌詞上 （页面存档备份，存于）全本歌詞下 （页面存档备份，存于）